# Odenwaldkreis
Odenwaldkreis er en Landkreis i regierungsbezirk Darmstadt i den sydlige del af den tyske delstat Hessen.  
Den grænser til følgende landkreise: Darmstadt-Dieburg i nord, Miltenberg (Bayern) i øst, Neckar-Odenwald-Kreis og Rhein-Neckar-Kreis (Baden-Württemberg) i syd/sydøst, og Kreis Bergstraße findes i vest.

## Byer og kommuner
Kreisen havde 96798  indbyggere pr.  2018-12-31

| Byer                                                                                                | Kommuner |  |
| --------------------------------------------------------------------------------------------------- | --- |  |
| 1. Bad König (9762) 2. Breuberg (7415) 3. Erbach (13666) 4. Michelstadt (16151) 5. Oberzent (10180) | 1. Brensbach (5028) 2. Brombachtal (3503) 3. Fränkisch-Crumbach (3102) 4. Höchst i. Odw. (10185) 5. Lützelbach (6812) 6. Mossautal (2413) 7. Reichelsheim (Odenwald) (8581) |  |